# Дур-Дур (река)
Дур-Дур (осет. Дур-Дур, в верховьях Большой Дур-Дур) — река в России, протекает в Республике Северная Осетия-Алания. Устье реки находится в 4,5 км по левому берегу реки Белая. Длина реки составляет 43 км[уточнить]. Протекает через село Дур-Дур.

## Притоки
- От устья к истоку:

← левый приток
→ правый приток
- ← Кунанка
- ← Астаудон
- ← Арф-Арык
- ← Ирафский канал
- — Большой Дур-Дур
- → Хызныдон
- ← Даргтага, слившаяся с рекой Хусфарак

## Данные водного реестра
По данным государственного водного реестра России относится к Западно-Каспийскому бассейновому округу, водохозяйственный участок реки — Терек от впадения реки Урсдон до впадения реки Урух. Речной бассейн реки — Реки бассейна Каспийского моря междуречья Терека и Волги.
Код объекта в государственном водном реестре — 07020000312108200003748.

## Топографические карты
- Лист карты K-38-29 Алагир. Масштаб: 1 : 100 000. Состояние местности на 1984 год. Издание 1988 г.